# Präödem
Als Präödem (Syn.: latentes Ödem) bezeichnet man nicht oder kaum sichtbare Wassereinlagerungen im Gewebe ohne Veränderung der Körperkonturen. Diese Ansammlungen können dabei bis zu 4 Litern betragen. Auffällig ist die entsprechende Gewichtszunahme; die Patienten empfinden die Spannung der Haut als unangenehm. Objektiv ist auch eine gewisse Prallheit der Haut (ohne nennenswerte Eindellbarkeit) nachweisbar.